# Archidium clarksonianum
Archidium clarksonianum är en bladmossart som beskrevs av Stone 1997. Archidium clarksonianum ingår i släktet Archidium och familjen Archidiaceae. Inga underarter finns listade i Catalogue of Life.